# Bukka White
Booker T. Washington White (12 de novembro de 1909 – 26 de fevereiro de 1977) foi um cantor e guitarrista de Delta blues. "Bukka" não era um apelido, mas um erro fonético de seu primeiro nome (Booker), cometido pela sua segunda gravadora (Vocalion Records) em 1937. White não gostava da pronúncia "Bukka" e preferia ser chamado de "Booker".[carece de fontes?]

## Biografia
Nascido Booker T. Washington White entre Aberdeen e Houston no Mississippi, era primo de B.B. King. White é lembrado como por tocar guitarra ressonadora de metal da National String Instrument Corporation, também tocava piano ocasionalmente.
White começou sua carreira tocando rabeca em festas de quadrilha. Dizia ter conhecido Charley Patton há muito tempo, apesar de ser uma afirmação duvidosa. De qualquer maneira, Patton foi uma grande influência para White, que tipicamente tocava slide guitar, em uma afinação aberta.
Suas primeiras gravações foram feitas pela Victor Records em 1930. Suas músicas iam do country blues ao gospel e lembravam o estilo de Blind Willie Johnson com um vocal feminino acentuando o final de cada frase.
Nove anos depois, enquanto estava preso cumprindo pena por assalto, fez gravações para John Lomax. As poucas músicas que gravou durante este tempo se tornaram sua mais conhecidas: Shake 'Em on Down e Po' Boy.
Bob Dylan gravou uma versão de sua música Fixin' to Die Blues, à qual acabou gerando uma redescoberta de White em 1963 pelo guitarrista John Fahey e Ed Denson, que o ajudaram entrar na cena do folk revival da década de 60. White havia gravado a música simplesmente porque suas outras músicas não haviam impressionado seu produtor musical da Victor na época.
Em fevereiro de 1977 White morreu de câncer aos 67 anos em Memphis, Tennessee. Em 1990 ele foi induzido póstumamente ao Blues Hall of Fame.